# Maurice Greenberg

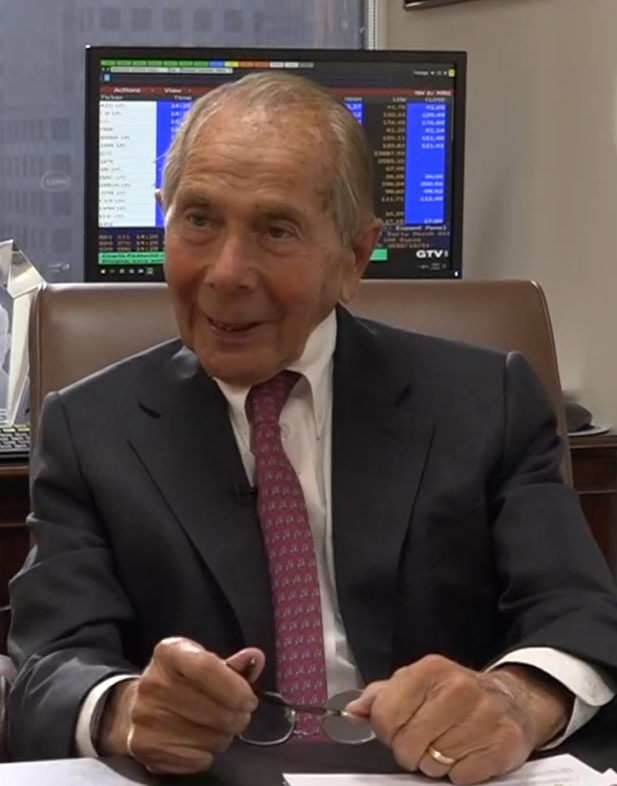
Maurice Greenberg

Maurice Raymond „Hank“ Greenberg (* 4. Mai 1925 in New York) ist ein US-amerikanischer Manager.
Er war Chairman und CEO des US-amerikanischen Versicherungsunternehmens AIG bis 2005, danach wurde er Chairman und CEO von C.V. Starr and Company, einer Finanzdienstleistungsgruppe, die nach dem AIG-Gründer Cornelius Vander Starr benannt ist. Greenberg ist seit 1950 verheiratet mit Corinne Phyllis Zuckerman und hat mit ihr vier Kinder. Seine Eltern sind Jacob Greenberg und Ada Greenberg, geb. Rheingold. Unter seinen Kindern befinden sich Jeffrey W. Greenberg und Evan G. Greenberg, mit denen gemeinsam er bis heute einen großen Anteil der US-amerikanischen Versicherungswirtschaft dominiert.

## Leben
Maurice Greenberg diente während des Zweiten Weltkrieges in der United States Army und nahm unter anderem an der Landung in der Normandie und an der Befreiung des KZ Dachau teil, er wurde mit dem Bronze Star ausgezeichnet.
Er studierte Rechtswissenschaften an der University of Miami und an der New York Law School, wo er 1950 seinen Abschluss machte (LLB). Danach war er Teilnehmer am Koreakrieg, wo er als Angehöriger des Judge Advocate General’s Corps den Rang eines Hauptmanns erreichte. 1953 erhielt er seine Anwaltszulassung in New York.
Seit Anfang der 1960er-Jahre für AIG tätig, wurde er 1968 von Cornelius Vander Starr als sein Nachfolger ausersehen. Greenberg blieb Unternehmens-Chef bis 2005, als er inmitten heftiger Finanz-Skandale (unter anderem Vorwürfe von Bilanzkosmetik und Betrug, die seitens Eliot Spitzers vorgebracht wurden; eine staatliche Finanzspritze in Höhe von 152 Mrd. USD) ausscheiden musste und von Martin J. Sullivan abgelöst wurde.
Strafrechtliche Vorwürfe gegen Greenberg erwiesen sich sämtlich als haltlos, jedoch dauern die zivilrechtlichen Auseinandersetzungen in beträchtlicher Höhe bis in die Gegenwart fort.
In den 1980er-Jahren wurde ihm aufgrund seiner internationalen Expertise von der Reagan-Administration die stellvertretende Leitung der CIA angeboten, die er aber ablehnte. Von 1998 bis 2005 war er auch in den US-Beratungsgremien für Hongkong an führender Stelle tätig. Daneben hielt und hält er weitere bedeutende Mandate in Unternehmensleitungen, humanitären Organisationen und maßgeblichen Beratungsgremien. 
Greenberg ist befreundet mit Henry Kissinger, dessen Beratungsdienste er auch geschäftlich für verschiedene Länder, vor allem in Asien, in Anspruch nahm. Seinen Spitznamen „Hank“ verdankt er einem Baseballspieler der 1930er Jahre, Hank Greenberg.